# Magnus Ottelid
Glenn Magnus Ottelid, född 10 april 1948 i Finspång, är en svensk författare och socionom.

## Verksamhet
Ottelid har gett ut romanerna Dolt inferno (2004), Vredesskålarna (2006) och Att finna Helen (2010). Han har också publicerat flera noveller och dikter. Den biografiska boken "Sktiftställaren" från 2020 skildrar en säregen folkbildare och översättare från den lilla byn Ytterån i Jämtland, Arthur Magnusson.
2008 tilldelades han Norrländska litteratursällskapets naturastipendium i form av en veckas fri vistelse på Vindelns folkhögskola. Även 2009 fick han ett naturastipendium, denna gång till Marslidens fjällgård. Under åren 2010–2014 var han ordförande i Norrländska litteratursällskapet/Författarcentrum Norr, och därmed även ansvarig utgivare för tidskriften Provins och eProvins. Han är medlem av Sveriges Författarförbund.
Ottelid medverkade (under namnet Glenn Olsson, ej krediterad) i Nils Poppe-filmen Pappa Bom (1949) där han var det lilla barnet.